# 杨桥畔镇
杨桥畔镇，是中华人民共和国陕西省榆林市靖边县下辖的一个乡镇级行政单位。

## 行政区划
杨桥畔镇下辖以下地区：
杨一村、杨二村、大桥畔村、沙石峁村、九里滩村、沙畔村、阳畔村、王沙湾村、庞畔村、黄蒿梁村、高峰村、赵庄村和常塔村。